# Lewis Holtby
Lewis Harry Holtby est un footballeur international allemand né le 18 septembre 1990 à Erkelenz. Il évolue au poste de milieu offensif au NAC Breda. Il possède en outre la nationalité anglaise.

## Biographie

### En club
Fils d'un soldat anglais, Chris Holtby originaire de Liverpool et d'une mère allemande, Lewis Holtby commence le football au Sparta Gerderath, avant de rejoindre à 11 ans, le centre de formation du Borussia Mönchengladbach. Jugé trop petit et trop lent, il n'est pas gardé et il rejoint trois ans plus tard, l'Alemannia Aachen. C'est au sein de ce club qu'il fait ses débuts professionnels, le 7 décembre 2007 lors d'un match du  Championnat de seconde division allemande, contre le FC St. Pauli, en entrant en jeu à la 80e minute. Néanmoins, il ne jouera qu'un seul match de plus lors de cette première saison.
La saison suivante, il s'impose dans l'équipe et marque son premier but. Il dispute 32 matchs, marque 8 buts avant de signer un contrat de quatre ans au FC Schalke 04 en 2009. Il ne dispute qu'une demi-saison sous les couleurs du club de Gelsenkirchen avant d'être prêté au VfL Bochum en janvier 2010, puis au 1. FSV Mayence 05 en mai 2010. Le club de Mayence signe 6 victoires lors des 6 premières journées et s'adjuge la première place du classement au début de la saison 2010-2011. Lewis Holtby qui est un grand artisan de cette performance (2 buts, 4 passes décisives) focalise alors l'attention des médias.
Lors de la saison 2011-2012, il devient un des cadres du FC Schalke 04, s'imposant définitivement dans cette équipe et emmenant notamment son club vers une 3e place en Bundesliga et un quart de finale de Ligue Europa.
Il est l'une des révélations de la saison a Gelsenkirchen avec notamment Julian Draxler et Kyriakos Papadopoulos.
Le 4 janvier 2013, le club anglais Tottenham annonce la venue de Holtby en juillet. Ne souhaitant pas prolonger son contrat en Allemagne, il signe un contrat de 4 ans en Angleterre. Cependant, souhaitant ardemment sa venue en janvier, le club anglais se met d'accord avec Schalke 04. Le joueur rejoint Londres pour 2 millions d'euros le 29 janvier 2013.
Le 31 janvier 2014 il est prêté à Fulham.

### En sélection nationale
Lewis Holtby a fait partie de la plupart des sélections nationales allemandes de sa catégorie d'âge. Il a joué pour l'équipe d'Allemagne des moins de 17 ans, celle des moins de 19 ans, des moins de 20 ans et des moins de 21 ans. En 2009, il a participé à la Coupe du monde des moins de 20 ans, compétition dans laquelle la Mannschaft a été battue en quarts de finale par le Brésil.
Bien que passé par toutes les sélections allemandes de jeunes, Lewis Holtby est toutefois éligible pour jouer en équipe d'Angleterre. Il a cependant affirmé qu'il jouerait sous les couleurs allemandes et non sous celle de l'Angleterre.
Il connaît sa première sélection avec l'équipe d'Allemagne en amical contre la Suède, le 17 novembre 2010.

## Palmarès
- Vainqueur de la Supercoupe d'Allemagne en 2011 avec Schalke 04.